# 글라슈테 오리지널
글라슈테 오리지널(독일어: Glashütte Original 글라스휘테 오리기날[*])은 독일 작센주 글라스휘테에 소재한 시계 제조업체이다. 독일에서의 업체의 정식 등록명칭은 글라스휘터 우렌베트리프(독일어: Glashütter Uhrenbetrieb GmbH, 글라스휘테의 시계 제조업체)이다. 이 회사는 2000년 이래 스와치 그룹의 자회사이며, 글라스휘터 우렌베트리프의 여러 브랜드들 중 가장 많이 알려진 것이 글라슈테 오리지널이다.

## 역사
글라슈테 오리지널사(社)의 기원은 1845년까지 거슬러 올라간다. 그 시초는 페르디난트 아돌프 랑에(Ferdinand Adolph Lange)가 작센의 시골에 설립한 시계 제작소이다. 당시 그 고장의 은채광이 급감하면서 실업률이 급증했다. 주정부의 융자로 랑에는 지역의 노동자들을 시계제작자로 교육시키는 과정을 개설했다. 그 결과 글라스휘테 지역에서는 시계제조업이 융성하기 시작했다.
제2차 대전의 발발과 함께 글라스휘테의 시계 제작은 전쟁에 요구되는 시한폭탄의 타이머의 제조로 확대되었다. 종전 후에는 소련 점령군이 글라스휘테의 모든 작업장들을 해체시켰다. 이어서 1951년에는 점령지인 동독 지역의 모든 민영 제작소들을 하나의 업체로 통합시켰다. 당시 흡수된 업체들 중 저명한 제조업체들로는 UROFA, UFAG, 그리고 1948년에 이미 국유화된 아 랑에 운트 죄네가 있다. 동독 체제 하에서 생산을 시작한 글라스휘터 우렌베트리베(VEB Glashütter Uhrenbetriebe, GUB)는 동독 그리고 경제상호원조회의의 국가들에 다양한 시계를 납품하는 공식 시계 제조업체였다. 그 과정에서 손목 시계의 제작이 가장 두드러지게 발달하게 되었다.

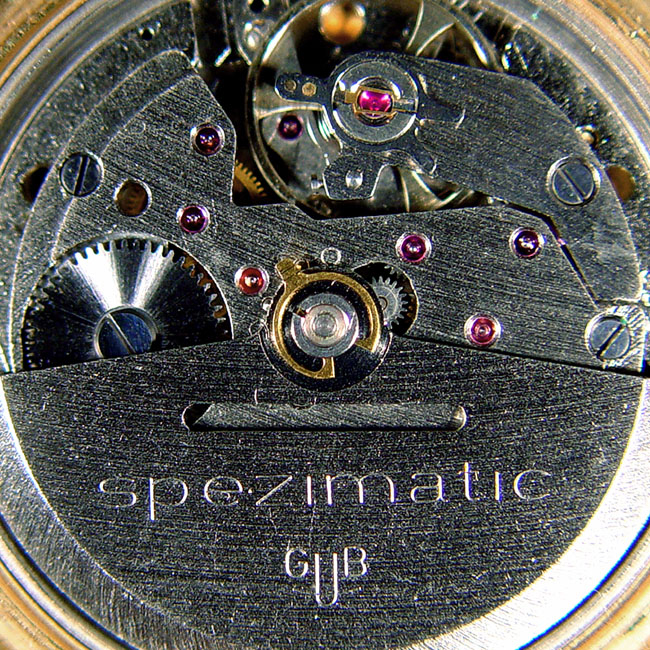
1960-70년대의 글라스휘테 슈페치마틱 손목시계 무브먼트

우렌베트리베(VEB)에서 사용되었던 기계식 무브먼트 가운데 몇 가지는 다음과 같은 것들이 있다.
- 아우토마트(Automat) (GUB 67 그리고 GUB 68) 1960년부터 1968까지
- 슈페치마틱(Spezimatic) (GUB 74와 GUB 75) 1965년에서 1979년까지
- 슈페치크론(Spezichron) (GUB 11-25, GUB 11-26, 그리고 GUB 11-27) 1979년에서 1985년까지 사용
- 슈페치마트(Spezimat) (GUB 10-30) 1990년 이래 (이 무브먼트 사용 제품들은 Glashütte Original이나 Union Glashütte라는 레이블하에 출시되었다.)

1990년 독일이 통일되면서 종래 동독의 우렌베트리베(VEB)는 우렌베트리프(GmbH)에 의해 승계되었다. 이후에 새로 생긴 업체는 GUB 또는 Glashütte Original이라는 브랜드로 기계식 손목시계를 생산하기 시작했다. GUB의 라인에선 스위스산 ETA 무브먼트를 납품받아 시계에 내장한 반면, Glashütte Original의 브랜드는 독일 통일 이후 최초의 순수 독일산 무브먼트인 GUB 10-30을 생산하면서 과거의 전통을 이어나갔다. 글라슈테 오리지널에선 우선 시, 분, 초, 그리고 날짜 표시 시계를 생산하였다.
1994년 이후에는 새로운 업주인 파이퍼와 발너가 모델라인에 변화를 가하고 시계 케이스의 품질을 향상시켰다. 더불어 회사에선 새로운 무브먼트가 개발되었다. 수동식인 GUB 12-50와 자동식인 GUB 10-60이 탄생했다.
기존의 무브먼트들의 개선과 새로운 무브먼트의 개발로 인해 시계에 월위상 표시, 저장 에너지 표시기능, 영구달력 등과 같은 복잡한 기능들을 첨가할 수 있게 되었다.
2000년에는 스와치 그룹이 글라슈테 오리지널을 매입한다.

## 제품
글라슈테 오리지널의 오늘날의 생산 라인은 광범위하다. 파노데이트(PanoDate) 모델들은 수동식, 자동식, 크로노그래프, 투르비용(tourbillon, 정밀조절장치), 월위상 표시식이 있다. 그리고 세나토(Senator) 라인, 사각형 모델, 그리고 스포츠 모델까지 다양하다. 시계의 재질은 강철, 금, 백금 등이다.
글라슈테 오리지널의 모든 손목 제품들은 일련번호가 있다. 모델마다 네 자리의 고유번호가 시계 케이스의 아랫면에 새겨진다. 따라서 모든 시계는 고유번호를 단 샘이다. 이런 방침은 시계의 고유가치를 높일 뿐 아니라 소비자보호의 차원에도 효과적이다. 도난제품들의 식별이 가능하기 때문이다. 회사에는 별도로 고유번호에 관련된 시계의 제조, 유통과정이 기록되어 있다.
고가의 제품들은 마이스터베르케(Meisterwerke)라는 한정판 라인으로 출시된다.
- 율리우스 아스만(Julius Assmann) 라인: 율리우스 아스만 1(Julius Assmann 1, 1995) 모델은 손목용 그리고 포켓용 겸용이다. 플라잉 투르비용과 영구 달력을 탑재해서 이 시계는 1990년 이후 글라스휘테에서 생산된 시계 중 가장 복잡한 모델이다. 율리우스 아스만 2(Julius Assmann 2)는 마이센 도자기와의 협력생산에 의해 탄생했다. 이 모델에는 마이센의 고유한 문양 모티브 25개로 장식되어 있다.
- 알프레드 헬빅 투르비용(Alfred Helwig Tourbillon) 모델은 플라잉 투르비용의 발명가인 알프레드 핼빅을 따라 명명되었다. 이 모델의 생산은 25개로 한정되었다. 이 시계의 특징은 수동식 연어색의 시계문자판, 플라잉 투르비용 장치를 둘러싸고 있는 칼리버 41의 고유한 디자인과 구조이다.

## 광고
지금껏 글라슈테 오리지널의 이름난 광고모델로는 2006년부터 2007년까지의 광고에 출연했던 독일 축구 국가대표팀의 주장을 역임했던 미하엘 발락 선수, 그리고 2006년의 광고에는 전 포뮬러 원 선수 크리스타인 다너가 있다. 2008년 여름에는 아우디 레이싱과 어매리컨 르망 시리즈의 아우디 차량에 대한 스폰서링 협상이 진행된 바가 있다.

## 같이 보기
- 아 랑에 운트 죄네
- 노모스 글라스휘테

## 참고 문헌
- Glashuette-original.com: "Geschichte von Glashütte Original", (글라스휘테 오리기날의 역사), <URL: https://web.archive.org/web/20140304052754/http://www.glashuette-original.com/de/glashuette-original/die-marke/geschichte>, 2014-03-03에 확인
- Glashuette-original.com: "Glashütte Original", 글라스휘테 오리기날 공식 웹사이트, <URL: https://web.archive.org/web/20140304052328/http://www.glashuette-original.com/de/start/>, 2014-03-03에 확인